# Coppa panamericana maschile di pallavolo 2008
La III Coppa panamericana maschile di pallavolo si svolse a Winnipeg, in Canada, dal 2 al 7 giugno 2008. Al torneo parteciparono 7 squadre nazionali nordamericane e la vittoria finale andò per la seconda volta agli Stati Uniti.

## Squadre partecipanti
- Canada
- Costa Rica
- Messico
- Porto Rico
- Rep. Dominicana
- Stati Uniti
- Trinidad e Tobago

## Gironi
| Gruppo A                                            | Gruppo B                       |
| --------------------------------------------------- | ------------------------------ |
| Canada Porto Rico Rep. Dominicana Trinidad e Tobago | Costa Rica Messico Stati Uniti |

## Fase finale

### Finali 1º e 3º posto
|  | Quarti          | Quarti          |             |         | Semifinali         | Semifinali         |  |  | Finale 1º/2º posto | Finale 1º/2º posto |
|  |                 |                 |             |         |                    |                    |  |  |                    |                    |
|  |                 |                 |             |         |                    |                    |  |  |                    |                    |
|  |                 |                 |             |         |                    |                    |  |  |                    |                    |
|  | Porto Rico      | 0               |             |         |                    |                    |  |  |                    |                    |
|  | Porto Rico      | 0               |             |         |                    |                    |  |  |                    |                    |
|  | Messico         | 3               |             |         |                    |                    |  |  |                    |                    |
|  | Messico         | 3               | Canada      | 3       |                    |                    |  |  |                    |                    |
|  |                 |                 | Canada      | 3       |                    |                    |  |  |                    |                    |
|  |                 | Messico         | 1           |         |                    |                    |  |  |                    |                    |
|  | -               | Messico         | 1           | -       |                    |                    |  |  |                    |                    |
|  | -               |                 |             | -       |                    |                    |  |  |                    |                    |
|  | -               | -               |             |         |                    |                    |  |  |                    |                    |
|  | -               | -               | Stati Uniti | 3       |                    |                    |  |  |                    |                    |
|  |                 |                 | Stati Uniti | 3       |                    |                    |  |  |                    |                    |
|  |                 | Canada          | 1           |         |                    |                    |  |  |                    |                    |
|  | Rep. Dominicana | Canada          | 1           | 3       |                    |                    |  |  |                    |                    |
|  | Rep. Dominicana |                 |             | 3       |                    |                    |  |  |                    |                    |
|  | Costa Rica      | 0               |             |         |                    |                    |  |  |                    |                    |
|  | Costa Rica      | 0               | Stati Uniti | 3       | Finale 3º/4º posto | Finale 3º/4º posto |  |  |                    |                    |
|  |                 |                 | Stati Uniti | 3       | Finale 3º/4º posto | Finale 3º/4º posto |  |  |                    |                    |
|  |                 | Rep. Dominicana | 1           |         |                    |                    |  |  |                    |                    |
|  | -               | Rep. Dominicana | 1           | -       | Rep. Dominicana    | 3                  |  |  |                    |                    |
|  | -               |                 |             | -       | Rep. Dominicana    | 3                  |  |  |                    |                    |
|  | -               | -               |             | Messico | 2                  |                    |  |  |                    |                    |
|  | -               | -               |             |         | 2                  |                    |  |  |                    |                    |
|  |                 |                 |             |         |                    |                    |  |  |                    |                    |
|  |                 |                 |             |         |                    |                    |  |  |                    |                    |

## Podio

### Campione
Formazione: 1 Anderson, 4 Patak, 5 Tarr, 6 Proper, 7 Meerstein, 8 Jablonsky, 9 Winder, 11 Hildebrand, 12 Hein, 13 Scheftic, 15 Lotman, 19 Reft, CT: Knipe

### Secondo posto
Formazione: 1 Mainville, 2 Cundy, 5 Munday, 7 Soonias, 10 van Lankvelt, 11 Schmitt, 13 Dodds, 14 Kaminski, 15 Quirion, 16 Toews, 17 Gaumont, 18 Wilcox, CT: Hoag

### Terzo posto
Formazione: 2 Recio, 3 Contreras, 4 González, 5 Canario, 6 Reynoso, 7 Concepción, 9 Guerrero, 11 Cáceres, 12 Castro, 15 López, 16 Batista, 18 Cabrera, CT: Campechano

## Classifica finale
| Classifica | Squadre           |
| ---------- | ----------------- |
|            | Stati Uniti       |
|            | Canada            |
|            | Rep. Dominicana   |
| 4          | Messico           |
| 5          | Costa Rica        |
| 6          | Trinidad e Tobago |
| 7          | Porto Rico        |